# 倉吉市立河北小学校
倉吉市立河北小学校（くらよししりつ かほくしょうがっこう）は、鳥取県倉吉市海田西町一丁目にある公立小学校。

## 概要
1958年に日下小学校と上北条小学校（旧）が統合し開校。

## 沿革
校区がほぼ同じとなる日下小を前身校として記述する。
日下小学校
- 1874年（明治7年）2月21日 - 福庭学校設立[1]。
- 1875年（明治8年）5月24日 - 清谷支校を設置。
- 1876年（明治9年）1月 - 清谷支校を福庭分校と改称。
- 1883年（明治16年） - 田後小学校設立、福庭分校・清谷分校を設置。
- 1887年（明治20年）1月21日 - 田後小学校及び福庭分校・清谷分校廃止、清谷尋常小学校設置。
- 1890年（明治23年） - 日下尋常小学校と改称。
- 1924年（大正13年） - 日下尋常高等小学校と改称。
- 1941年（昭和16年）4月1日 - 国民学校令により日下国民学校と改称。
- 1947年（昭和22年）4月1日 - 学制改革により上井町立日下小学校と改称。
- 1953年（昭和28年）10月1日 - 町村合併により市制施行し倉吉市発足に伴い、倉吉市立日下小学校と改称。
- 1958年（昭和33年）9月30日 - 統合により閉校。

河北小学校
- 1958年（昭和33年）10月1日 - 日下小学校と上北条小学校（旧）が名目統合し倉吉市立河北小学校が開校。
- 1959年（昭和34年）4月1日 - 新校舎落成・実質統合。
- 1990年（平成2年）4月 - 倉吉市立上北条小学校（新）を分離開校。

## 通学区域
- 清谷、清谷町一丁目・二丁目、福庭町一丁目・二丁目、福庭、海田東町、海田南町、海田西町一丁目・二丁目、河北町、大平町、天神町、上井、上井町一丁目・二丁目[2]

## 進学先中学校
- 倉吉市立河北中学校

## 交通アクセス
- JR西日本山陰本線 倉吉駅より約1km
- 日交バス北条線「人材育成センター前」バス停より約300m

## 校区内の主な施設
- 倉吉警察署
- 倉吉北高等学校

## 出身者
- 福井理人（サッカー選手） - ガイナーレ鳥取